# 나가노현도 제162호선
162번 나가노현도(일본어: 長野県道162号上田停車場線→나가노현도 162호 우에다 정차장선)는 나가노현 우에다시의 우에다 정차장에서 141번 국도의 교차지까지 이어주는 일반 현도이다.

## 개요
중복 구간 없이 실제 연장 구간상 기점이 있는 호쿠리쿠 신칸센의 우에다 역 앞의 로터리에서 141번 국도가 만나게 되는 교차로까지 이어주는 총 연장 7미터 구간으로 가장 짧다. 그러나, 안내 표지등 같은 것들은 설치되어 있지 않아, 지도 상에서도 표시되어 있지 않는 것으로 드러난다. 그리고 204번 히로시마현도의 경우 일본 최단거리의 현도로 기록되어 있다. 그러자 77번 나가노현도와의 노선 중복을 포함할 경우, 총 연장은 126.4m로 이는 174번 국도의 거리를 능가하게 되는 수치로 보면 된다. 이와 같이 실질적인 총 연장상 일본에서 가장 짧은 도도부현도로 분류되지 않는다.

## 지리
- 교차하는 도로: 141번 국도, 77번 나가노현도(일본어판)
- 통과하는 지자체: 나가노현 우에다시
- 연선: 우에다 역

## 같이 보기
- 204번 히로시마현도 (일본에서 2번째로 짧은 도도부현도로, 총 연장이 10미터에 이름)
- 45번 니가타현도 (일본 최장거리 도도부현도, 총 연장 167.2 km)